# Literatura gótica
A literatura gótica (ou terror gótico) inicia-se no século XVIII, na Inglaterra, com a obra O Castelo de Otranto (1764), de Horace Walpole. Costuma-se destacar, como algumas características desse tipo de literatura, os cenários medievais (castelos, igrejas, cemitérios, florestas, ruínas), os personagens melodramáticos (donzelas, cavaleiros, vilões, os criados), os temas e símbolos recorrentes (segredos do passado, manuscritos escondidos, profecias, maldições).
Outros tropos comuns da literatura gótica envolvem destacar nos romances o uso da psicologia do terror (o medo, a loucura, a devassidão sexual, a deformação do corpo), do imaginário sobrenatural (fantasmas, demônios, espectros, vampiros, bruxas, monstros), das reflexões sobre o poder (colonialismo, o papel da mulher, sexualidade), da discussão política (monarquismo, republicanismo, as Revoluções, a industrialização), dos aspectos religiosos (catolicismo, protestantismo, a Inquisição, as Cruzadas), das concepções estéticas (neoclassicismo, romantismo, o Sublime) e filosóficas (a Natureza, Platão, Aristóteles, Rousseau), além de outras possíveis chaves interpretativas. 
O termo ficção gótica é utilizado para incluir os filmes góticos, quadrinhos e demais mídias que utilizam as convenções da literatura gótica.

## Momentos Formadores: a origem da palavra "gótico"
Em princípio, "gótico" é um adjetivo que se refere à tribo dos Godos, povo de cultura germânica que habitava a região do baixo Danúbio, localizados na parte leste (Ostrogodos) e na parte oeste (Visigodos). Sabe-se muito pouco a respeito desse povo, já que eles não escreviam, e o que chegou até nós foi por intermédio do bispo Ulfilas, que registrou sua língua e costumes enquanto lhes ensinava a Bíblia. 
Posteriormente, os Godos invadiram grande parte do Império Romano, mas se tornaram rapidamente romanizados. Os Visigodos se espalharam pela Europa no século V e chegaram até à península ibérica. Sua presença poderia ser notada em palavras como Catalunha, de Gothalania (não comprovado), Fernando, de Frithernandus (não comprovado) e albergue, de Haribergo. Sendo um povo nômade e de pouco registro cultural os traços de sua presença já haviam sido diluídos pela cultura romana no século VII. A presença gótica em Portugal é tratada num contexto histórico e ficcional pelo escritor Alexandre Herculano em Eurico, o Presbítero (1844).
No século XII, o monge surge com uma inovação arquitetônica que promete acabar com as igrejas escuras. A igreja de Saint Denis é a primeira a utilizar a substituição das paredes por vitrais coloridos, avanços estes obtidos através de arcobotantes, cruzarias e contrafortes como opções de sustentação. O crítico de arte Vasari batizou esse novo estilo de gótico ou estilo ogival, cujo arco quebrado seria símbolo de mãos postas ao céu em oração.

## Momentos Formadores: A literatura gótica em sua época
A década de 1790 representou o auge da literatura gótica. É nesse período que suas principais obras são escritas, consagrando autores como Ann Radcliffe e Matthew Lewis, por exemplo. Entretanto, se o termo 'gótico' já era conhecido na Inglaterra desde a época de Shakespeare, até esse momento ainda não havia sido consolidado um significado confortável para a palavra. 'Gótico' era empregado em um encontro de vertentes políticas e condições históricas, de ansiedades sobre a vida, que encontrariam sumarização por meio de romance. 
Dizer "gótico" podia ter diversas conotações, dependendo de que lado da discussão se estava. Naquele contexto a palavra podia conotar: antiquarianismo inglês, diletantismo do partido Whig, influências do Sturm und Drang alemão, Jacobinismo, ocultismo e medo de sociedades secretas, nacionalismo inglês conservador, anti-catolicismo, medo da Inquisição, nostalgia do mundo feudal, medo da Revolução Francesa e uma série de outros significados antagônicos entre si. Apesar de ser um movimento multi-facetado, reflexo de conjunturas históricas e políticas, pode-se notar que a literatura gótica é, em grande parte, uma literatura ligada ao terror e ao medo. 
Talvez, uma melhor maneira de se compreender o gótico na literatura seja entendê-lo como um momento narrativo no qual a nossa razão é desafiada por um acontecimento insólito. Como discurso literário, o efeito "gótico" consiste na criação de uma atmosfera narrativa, que deve envolver o leitor na história, para em seguida assustá-lo, mas de modo que lhe provoque prazer. Entendida assim como efeito narrativo, a literatura gótica é um dos mais influentes modelos narrativos para as histórias de horror e terror que temos atualmente.

## Características
Há uma relativa consistência nas convenções narrativas que fazem do romance gótico uma literatura reconhecível como tal, mas que não chega a constituir um gênero. O romance gótico é uma manifestação essencialmente híbrida, um elo entre o romanesco e o romance no qual uma atmosfera de mistério, aflição e terror prevalece. Chamados de “góticos” por retirarem sua inspiração de construções medievais, em parte, pode-se dizer que tais romances representaram uma volta ao passado feudal, provocada pela desilusão com os ideais racionalistas e pela tomada de consciência individual frente aos dilemas culturais que surgiram na Inglaterra a partir da metade final do século XVIII. 
Por este ângulo, o romance gótico representa uma mescla de tradições distintas, uma mistura entre o mitológico e o mimético, entre imaginação e realidade. A proposta subjacente seria o retorno a uma época de sonhos, contra o materialismo burguês e, até certo ponto, de encontro às características gerais do Iluminismo. Nesses romances aquelas convicções mais simples do pensamento cartesiano e racionalista são postas em dúvida em detrimento de um discurso do sentimento, o qual, ora choroso ora violento, é frequentemente exagerado na sua representação das emoções. À luz de uma filosofia da literatura, o romance gótico levantou questões que desafiaram o projeto das Luzes ao expor, em parte, a natureza caótica do mundo e a contingência da vida. Ao se encarregarem de uma disposição existencial mais lúgubre, tais romancistas abrem um caminho para o surgimento da psicanálise do século seguinte, apresentando em suas narrativas a divisão ontológica do ser humano em duas grandes matrizes constitutivas: às vezes equilibrado, racional, harmônico (clássico) e às vezes exaltado, sentimental, excessivo (então gótico, ou possivelmente barroco). 
Em oposição à filosofia neoclássica, de procedência aristotélica, os autores góticos investiram na criação de imagens obscuras e representações simbólicas. O medo e o anseio pela morte foram temas centrais nessas narrativas cujos enredos oscilavam entre a realidade verificável e a aceitação de um mundo sobrenatural. O romance gótico catalisou imagens que, devidamente adaptadas, reaparecerão no romance histórico do século posterior. Alguns exemplos recorrentes dessas imagens iniciais são: abadias decadentes habitadas por clérigos maléficos, castelos sinistros onde aristocratas tirânicos vivem isolados da sociedade. Dentro desses cenários, é possível que portas se fechem misteriosamente e velas se apaguem com uma súbita rajada de vento ao se caminhar em corredores escuros. Enquanto isso, personagens se locomovem através de passagens secretas ou se escondem em úmidos recintos subterrâneos. Em contraposição às ambientações internas, geralmente tensas e claustrofóbicas, também são frequentes nesses romances as representações de quadros externos, ou seja, a interpretação de cenas da Natureza. Entretanto, o interesse por tais temas naturais não foi exclusividade da narrativa gótica e remontam à tradição clássica. A Natureza, enquanto tópico literário, já se encontra presente em Horácio e em Virgílio, cujo conceito de locus amoenus seria revisitado pelo neoclassicismo. Todavia, a Natureza nos romances góticos frequentemente se reveste de um certo terror, cujo efeito é alcançado por uma retórica do excesso, uma linguagem hiperbólica com ênfase adjetival que torna o cenário grandioso e intimidante: vastas paisagens, montanhas, abismos, vulcões, tempestades, mares revoltos, cachoeiras trovejantes, florestas escuras nas quais bandidos cruéis espreitam e as heroínas perseguidas temem (e os leitores desejam) que o pior lhes aconteça.
Enquanto fenômeno comercial, o romance gótico, essa ficção pré-romântica e pseudomedieval, foi intensamente produzida e avidamente lida na Inglaterra do final do século XVIII até o começo do século XIX. Durante o período os romances góticos haviam se tornado voga e obsessão entre um público leitor que não se cansava de consumi-los. A publicação desses romances havia virado um negócio rentável para livreiros e escritores profissionais constantemente ocupados em suprir a demanda de um número crescente de leitores e em prover lançamentos para os gabinetes de leitura.Mas o ciclo de prosperidade teve curta duração. O romance gótico alcança seu auge na década de 1790, com a publicação das obras que consolidam suas características principais. Todavia, ao final da próxima década esses romances já eram tido como um produto literário “obsoleto”, criticado em seus aspectos mais extravagantes. 
O grande sucesso de público deu início a uma série de lançamentos do mesmo formato. O furor desencadeado pela ficção gótica ocasionou uma produção enorme, em sua maioria direcionada para a venda e com pouca preocupação pela inovação literária. As imagens e símbolos usados pelos autores para a criação de efeito (ruínas, monastérios, castelos, labirintos, igrejas), as ambientações em países distantes e católicos, a donzela em perigo, seriam exemplos desses lugares-comuns. Primeira literatura pré-fabricada da História, a saturação da produção, a complexidade e previsibilidade dos enredos seriam os motivos para o declínio desse gótico passível de formularização, em função de uma literatura vitoriana de aspectos mais referenciais e contemporâneos, mas que volta e meia vê o gótico ressurgir nos espessos londrinos de Dickens, por exemplo. Esse gótico reaparecerá no Romantismo do século seguinte fornecendo 1) quase uma cartilha para uma estética de efeito, 2) um inventário de objetos e situações e 3) a relação psicológica do homem com aquilo que ele considera o mundo exterior, embora o entendimento da cultura e da História já tenha mudado.

## Formação inicial do gênero

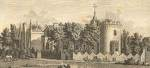
Strawberry Hill, o castelo de Horace Walpole. Construído com a sua fortuna entre 1749 e 1776 para fugir de um mundo que mudava rapidamente e para atender o seu gosto pelo passado medieval.

The Castle of Otranto, com subtítulo a gothic story (1764), escrito por Sir Horace Walpole, é a obra seminal que marca o uso do termo gótico em literatura pela primeira vez. O pequeno romance, O Castelo de Otranto é um autodeclarado híbrido entre o antigo e o moderno (ver prefácios), entre o romanesco e o romance, colocando em cena um elmo monstruoso, espadas gigantes, uma mão invisível, calabouços labirínticos, quadros fantasmagóricos e toda a parafernália sobrenatural que faria o sucesso dos romances góticos subsequentes. A veia teatral e cômica desta narrativa são aspectos declarados pelo próprio autor no prefácio à segunda edição (1765), mas que a crítica especializada não costuma destacar. Walpole foi um erudito, um diletante e um entusiasta da idade medieval e a leitura do romance deixará patente que ele não pretendia ser levado a sério com este livro. O interesse do autor por assuntos medievais se manifesta nas descrições meticulosas do cenário, já que a narrativa investe na representação de átrios, pórticos, abóbadas, criptas e galerias. São precisamente essas características arquitetônicas que conferem o status de “gótico” ao romance walpoliano. 

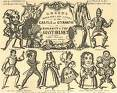
Panfleto do período vitoriano. O romance é transformado em comédia teatral.

Na história, o único filho do príncipe usurpador Manfred, o enfermiço príncipe Conrad, morre no dia do seu casamento. O acontecimento é insólito: um elmo gigantesco cai misteriosamente do céu esmagando o jovem príncipe. Sem herdeiros e com uma antiga maldição do castelo pairando sobre a sua dinastia, o pai Manfred passa então a assediar sexualmente a noiva do filho morto. Obcecado pela ideia de desposar Isabella, contra a vontade da donzela, Manfred passa a rejeitar veementemente a filha “inútil” e a esposa “estéril”, tentando de todas as formas evitar a terrível profecia. 
Não obstante, dos acontecimentos de inspiração sobrenatural desta obra derivará a tradição gótica inglesa, toda a literatura de Ann Radcliffe, o ser errante de Charles Maturin, Melmoth, the wanderer (1820), Dracula (1897) de Bram Stoker, todo o imaginário gótico anglo-americano do século XIX, nomeadamente, os contos de Edgar Allan Poe e Nathaniel Hawthorne, assim como as histórias de suspense, de detetives, romances policiais e thrillers contemporâneos. No momento assistimos à era digital reatualizar o gótico por meio de cartoons, graphic novels e videogames.

### Reformulações do gótico walpoliano
The Castle of Otranto (1764) foi considerado demasiadamente inverossímil por seus sucessores e por essa razão autores posteriores preferiram reformar aquela narrativa estranha e pouco sofisticada. The Old English Baron, a gothic story (1777) se apropria do subtítulo walpoliano, a seu contragosto, e fornece a sua versão do que seria um romance gótico. Escrito por Clara Reeve, este romance trouxe o cenário de volta à Inglaterra e investiu numa história menos extravagante, mais realista e melodramática. Outras romancistas, como Sophia Lee, autora de The Recess; or, A Tale of Other Times (1783-1785), e Charlotte Smith, autora de Emmeline: The Orphan of the Castle (1788), também ajudaram a construir o romance gótico. Na década seguinte Eliza Parsons lançou The Castle of Wolfenbach (1793) e The Mysterious Warning (1796), Regina Maria Roche escreveu Clermont e Eleanor Sleath compôs The Orphan of the Rhine, ambos publicados em 1798. Note-se aqui que o romance gótico inglês vai se tornando e se consolida como uma ficção predominantemente escrita por mulheres. Entretanto, as romancistas preferiram uma escrita mais “doméstica”, nas quais as situações descritas, se não eram mais prováveis, não representavam as circunstâncias sobrenaturais como eventos reais, mas como frutos de um medo imaginário. 
À maneira de Walpole, essas escritoras também usaram heroínas e ambientaram suas histórias na Idade Média ou Renascença, representando o passado nos termos da moralidade e da racionalidade vigentes. O romance Zofloya, or, The Moor: A Romance of the Fifteenth Century (1806), de Charlotte Dacre, destoa das obras acima ao transgredir as convenções de gênero estabelecidas e insinuar o desejo de sexo interracial. Tal como Desdêmona de Shakespeare, a heroína do romance, Victoria, se deixa seduzir pelas histórias mouriscas. No romance de Charlotte Dacre as expectativas convencionais do papel feminino são quebradas, pois Victoria também seduz o servo “negro”, mas em uma reviravolta gótica, no último momento, o necromante Zofloya revela a sua face demoníaca e atira Victoria a um precipício.

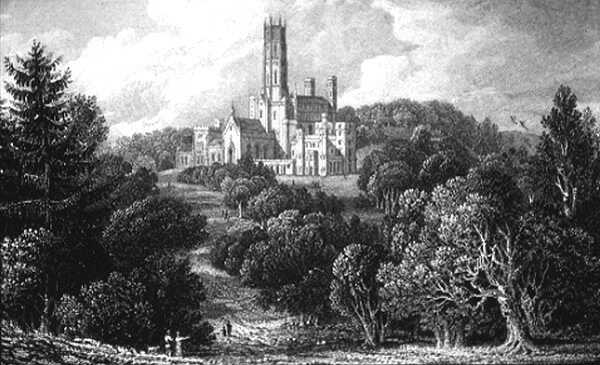
Fonthill Abbey, propriedade do escritor William Beckford, construída no século XVIII imitando o estilo gótico medieval. A construção, iniciada em 1795, fez parte do reflorescimento gótico inglês. Sua torre ruiu em 1825.

Fascinado pelo lado mais extravagante do Oriente, o aristocrata inglês William Beckford investiu numa representação mais luxuriante de um déspota árabe para criar o seu infernal califa Vathek (1786). Escrito originalmente em francês, o romance de Beckford recriou fantásticos cenários orientais dedicados à apreciação sensualista. As imagens dos cinco palácios do califa (The eternal or unsatiating Banquet; The Temple of Melody, or The Nectar of the Soul; The Delight of the Eyes, or The Support of Memory; The Palace of Perfumes e The Retreat of Mirth or The dangerous) são descrições representativas desse projetado epicurismo e autoritarismo oriental. Apesar do seu discurso freqüentemente se revestir de aspectos estereotipados do Oriente, pois seu califa é praticamente um bufão, Beckford abordou uma procura fáustica pelo oculto, representou as paixões desmedidas e enfocou o estrangeiro/aristocrata como corrupto e ameaçador, caracterizando um romance gótico-exótico.
Uma ficção mais consolidada e representativa dos aspectos que viriam a designar o romance gótico inglês surgiu com Anne Ward Radcliffe (1764-1823). De modo geral, os seus romances são considerados o zênite de uma produção gótica “canonizada”. Ela freqüentemente obtinha comentários favoráveis dos críticos de sua época, os quais aprovavam sua “correctness of sentiment”, sua “elegance of style” e “proper characterisation”. Anne Radcliffe, sem dúvida, representa o ápice de um romance popular e comercial. The great enchantress, como era chamada, tinha uma imaginação prodigiosa, conhecia bem as obras dos romancistas anteriores, tanto daqueles que desenvolveram o culto do suspense como os que investiram em histórias sentimentais. Em suas histórias Radcliffe deu ênfase à representação da pobre heroína perseguida ou “persecuted innocence”, trabalhando aspectos aprendidos com Samuel Richardson. 
Radcliffe também usou habilidosamente as teorias de Edmund Burke sobre o Sublime para atingir os efeitos de suspense nas suas histórias. Nas suas obras há grandes descrições de quadros naturais, inspirados na poesia e na pintura. Consta que Radcliffe uma vez disse que seu objetivo era pintar quadros com palavras, em seus romances são muitas as referências ao ato de desenhar e pintar. Seus principais romances combinam a plasticidade nas descrições com uma prosa poética, são eles: The Castles of Athlin and Dunbayne (1789), A Sicilian Romance (1790), The Romance of the Forest (1791), The Mysteries of Udolpho (1794). Grande parte de sua reputação literária vem deste romance, seguido de The Italian, or The Confessional of the Black Penitents (1797). A popularidade de Anne Radcliffe pode ser atestada pelos inúmeros imitadores do seu trabalho, os quais trocavam algumas palavras e surgiam com títulos como: The Mysteries of the Forest, The Monk of Udolpho, Italian Mysteries, e até pseudônimos tão pouco originais como Mary Ann Radcliffe. Todavia, nenhuma dessas emulações poderia competir em pé de igualdade com o que Radcliffe fazia de melhor. Seu trabalho influenciou a geração subseqüente de ilustres escritores, nominalmente Sir Walter Scott, Lord Byron, Charles Maturin e Charlotte Brontë. Todavia, Scott e Brönte não podem ser considerados escritores de literatura gótica, pois, na época em que viveram, o entendimento da realidade e da História já havia mudado.
Em Northanger Abbey (1818), Jane Austen opera nos limites estabelecidos pelas histórias de Anne Radcliffe, parodiando e expondo a estrutura desses romances góticos excessivamente fantasiosos. Austen parodia as fantasias absurdas dos romances góticos e o seu gosto por um universo imaginário em detrimento de uma perspectiva mais realista e referencial. Este romance já se tornou um paradigma satírico dos romances góticos, mas, visto de outra maneira, o livro insinuaria a força contagiosa da ficção na vida real, manifestada nas vicissitudes da jovem Catherine Morland que se cerca de cenários, atmosferas e situações que fazem o romance gótico reconhecível com tal. Parte da ação de Northanger Abbey consiste em conversas em torno de romances góticos, nas quais os personagens (masculinos e femininos) discutem pontos de vista sobre esse tipo de ficção. Udolpho é o romance mais comentado, todavia há sete romances (Castle of Wolfenbach, Clermont, The Mysterious Warning, Necromancer of the Black Forest, Midnight Bell, Orphan of the Rhine e Horrid Mysteries) citados em um trecho do livro que ficaram conhecidos como The Northanger Novels. Por muito tempo acreditou-se que Austen havia inventado alguns desses títulos, mas são de fato livros reais, muitos re-publicados recentemente. De certa forma, Northanger Abbey funcionaria como The Female Quixote (1752) de Charlotte Lennox, cujas percepções do mundo são moldadas a partir da leitura de certos tipos de livros. 
Entre os dois mais bem-sucedidos romances de Radcliffe, Matthew Gregory Lewis publica The Monk (1796). Esta obra importunou a fleuma da sociedade inglesa ao retratar um crime triplo: estupro seguido de incesto e cometido por um eclesiástico. O padre Ambrosio viola sua paroquiana e descobre que ela é sua irmã. The Monk dialogou com a fórmula literária que havia definido o gótico sob a influência de Radcliffe, ou seja, o sobrenatural subjugado às explicações racionais, a solução narrativa conhecida como “explained supernatural”. Ao apresentar uma literatura gótica diferente da mistura entre “romance sentimental” e “sobrenatural explicado”, Lewis gerou uma enorme polêmica sobre moralidade e conduta social. A respeito dessa narrativa Coleridge disse: “a romance, which if a parent saw in the hands of a son or a daughter, he might reasonably turn pale”. Por descrever cenas de sexo e putrefação de corpos, o romance foi considerado escandaloso para a época e o seu autor, que também era MP (membro do parlamento inglês), quase perdeu o mandato. A variante gótica de Lewis se baseava no Schauerroman (horror-romance) alemão, uma ficção mais abrupta e violenta (não é considerada gótica) que admitia a existência de entidades sobrenaturais. O escritor, que havia aprendido alemão na adolescência, traduziu para o inglês as obras de autores que estavam em voga na Alemanha, inclusive copiou trechos inteiros da tradição germânica e os acrescentou aos seus romances. Cito como exemplo um episódio que se encontra no capítulo quatro de The Monk, a lenda da bleeding nun, que faz parte da imaginação folclórica alemã, ou ainda the corpse bride (a noiva cadáver que Don Raymond desposa por engano), lenda germânica que também é mencionada no romance. Aos olhos de hoje, a provocação de Lewis parece incompleta, pois o caso nem ao menos se passa na Inglaterra, mas na Espanha, e, com a punição de Ambrosio, a ordem social burguesa achata e suplanta a rebeldia do vilão. Não obstante, Lewis e Radcliffe são os dois autores que consolidaram o núcleo do romance gótico inglês. 
Escritores do século XVIII não tinham dúvidas de que os romances góticos representavam um tipo de literatura política. Além da interpretação do Marquês de Sade, sobre a emergência da literatura gótica em conexão com a Revolução Francesa (ver prefácio: Les Crimes d'Amour, 1800) outra leitura muito influente pode ser vista em The Pursuits of Literature (1796), de T. J. Matthias, no qual ele pretende distinguir a grande, bem intencionada literatura daquela subversiva. Matthias entende que a literatura deveria cumprir um papel ideológico na sustentação da democracia e do projeto de nação inglês. Para ele, o romance gótico não desempenhava essa função a contento, pois parecia se identificar com a confusão, o excessivo, o comportamento passional e as conspirações revolucionárias. O autor defende a existência da ordem política, doméstica e religiosa do país, usando um tom que lembra o de Burke em Reflexões sobre a Revolução em França. Parece ter escapado Matthias que os padrões, estratégias e conclusões da maioria das representações ficcionais (salvo a de dissidentes como Shelley, Wollstonecraft e Paine) convergia exatamente para os ideais a que ele aspirava.
Melmoth the Wanderer (1820), de Charles Robert Maturin, é considerado o último suspiro dessa era gótica, a qual produziu uma literatura popular de consumo, durante os anos de 1764 a 1820. Costuma-se dizer que após essa última baliza temporal a ficção gótica começa a declinar, pois a previsibilidade dos romances, impregnada de um sensacionalismo exagerado, havia gastado sua magia junto aos leitores. Entretanto, tal periodização não se sustenta, já que a partir de 1820 a inquietação e o medo provocados pela Independência dos Estados Unidos (1776), a Revolução Francesa (1789) e pelas idéias do iluminismo burguês são transferidos para outros assuntos. Voltando-se para os novos paradoxos do racionalismo, gerados pelo crescente desenvolvimento científico, outras obras dão continuidade a essa mentalidade. O deslocamento da literatura gótica, que é em essência uma literatura de terror, para temas mais condizentes com a época pode ser verificado em Frankenstein, or The Modern Prometheus (1820), escrito em 1818 por Mary Shelley. Outras obras representativas dessa mudança de foco são: Strange Case of Dr Jekyll and Mr Hyde (1886), até as inquietações vitorianas em The Island of Dr. Moreau (1896), de H. G. Wells e Dracula (1897) de Bram Stoker. Estas obras exploraram um terror mais científico e moderno, envolvendo aparelhos e tecnologia, como telégrafos, trens e máquinas de escrever.
A literatura gótica se apresenta na forma de romances e constitui uma manifestação literária ocorrida especificamente na Inglaterra e compreendida dentro de uma baliza temporal (1764-1820), ainda que alguns dos seus elementos reapareçam nos séculos posteriores. O romanesco, que havia permanecido na produção do início do século XVIII como forma residual, volta a ganhar força com a ascensão do romance gótico a partir do meado do século e rivaliza com a produção culta, científica e histórica. Em termos de periodização, a maioria dos teóricos admite a passagem da escola neoclássica para a escola romântica, deixando de fora este movimento de uma literatura menor que se perpetua até hoje na literatura e cinema moderno.

## Gótico Europeu (França e Alemanha)
Além da Inglaterra podemos notar a proliferação de um gótico europeu, principalmente na França representada pelos grandes autores de histórias extraordinárias como Prosper Mérimée, Gustavo Adolfo Bécquer e, na Alemanha, E. T. A. Hoffmann.

## Romances Formadores (o gótico clássico)
- The Castle of Otranto (1764) escrito por Horace Walpole (Texto completo em inglês IN: Project Gutenberg)
- Vathek, an Arabian Tale (1786) escrito por William Beckford (Texto completo em inglês IN: Project Gutenberg)
- The Mysteries of Udolpho (1794) escrito por Ann Radcliffe (Texto completo em inglês IN: Project Gutenberg)
- Caleb Williams (1794) escrito por William Godwin (Texto completo em inglês IN: Project Gutenberg)
- The Monk (1796) escrito por Matthew Gregory Lewis (Texto completo em inglês IN: Project Gutenberg)
- The Italian (1797) escrito por Ann Radcliffe (Texto completo em inglês IN: Tropical Gothic)
- Clermont (1798) escrito por Regina Maria Roche
- The Children of the Abbey (1796) escrito por Regina Maria Roche
- Zastrozzi (1810) por Percy B. Shelley
- Frankenstein (1820) escrito por Mary Shelley (Texto completo em inglês IN: Tropical Gothic)
- Melmoth the Wanderer (1820) escrito por Charles Robert Maturin (Texto completo em inglês IN: HorrorMasters.com)

## Desenvolvimentos Posteriores (a persistência do gótico)
- Northanger Abbey (1818) escrito por Jane Austen (Texto Completo em inglês IN: Wikisource)
- Nightmare Abbey (1818) escrito por Thomas Love Peacock (Texto completo em inglês IN: Project Gutenberg)
- Carmilla (1872) escrito por Sheridan Le Fanu (Texto completo em inglês IN: Project Gutenberg)
- Strange Case of Dr Jekyll and Mr Hyde (1886) de Robert Louis Stevenson (Texto completo em inglês IN: Project Gutenberg)
- The Picture of Dorian Gray (1891) escrito por Oscar Wilde (Texto completo IN: Project Gutenberg)
- Dracula (1897) escrito por Bram Stoker (Texto completo em inglês IN: Wikisource)
- The Turn of the Screw (1898) por Henry James (Texto completo em inglês IN: Project Gutenberg)
- The Monkey's Paw (1902) escrito por W.W. Jacobs (Texto completo em inglês IN: Project Gutenberg)

## Literatura Crítica (cronologicamente)
- Edith Birkhead (1921) The Tale of Terror.
- Howard Philip Lovecraft (1935) The supernaturanl horror in literature.
- Montague Summers (1938) Gothic Quest.
- Devendra Varma (1957) The Gothic Flame.
- Victor Sage (1985) Horror Fiction in the Protestant Tradition.
- David Punter (1996) The Literature of Terror.
- Maggie Kilgour (1995) The Rise of the Gothic Novel, Routledge.
- Fred Botting (1996) Gothic, Routledge. Publicado no Brasil como O horror sobrenatural na literatura.

## Literatura Gótica no Brasil
Poetas da geração antiga, mal do século e fases da literatura brasileira:
- Álvares de Azevedo (ultraromance)
- Cruz e Sousa (simbolismo)
- Alphonsus de Guimarães [1]